# 海啸预报
海啸预报（日语：津波予報）是日本气象厅对還未達到海嘯警報、海啸注意警报标准的海啸所发布的预报。日本的海嘯預報業務始於1952年（昭和27年）4月1日，當初發布消息稱為「海嘯警报」。1971年（昭和46年）8月1日進行改訂，從「海嘯警报」分出「海嘯注意警報」的類別。2007年（平成19年）12月1日將「海嘯注意警報」細分出「海嘯預報」。

## 無須擔心海啸
- 不会发生海啸时，不会发布相关情报，而是会随“地震消息”发布「無須擔心海啸（津波の心配はありません）」的消息。

## 海面不平稳
- 预测将会出现未满海啸注意警报标准（即20公分）的海啸时，将按海啸警报、海啸注意警报的形式，将全国分为66个区域，向对象区域预报海啸可能抵达的时间。
- 内容是“海面可能不平稳，但不会造成损失（若干の海面変動があるかもしれませんが、被害の心配はありません）”。
- 由于事实上是有“微弱的海啸”的意思，因此尽管不会侵害到陆地，但海岸（特别是防波堤等地）仍有注意的必要。（虽然很罕见，但确实有可能会有20公分以上的海啸到达。）

## 海啸注意警报、海啸警报发布中
- 海啸注意警报、海啸警报发布中将会连续发布多条海啸消息、并于地震消息后发布海啸预报。
- 预报中也会提及海啸注意警报、海啸警报的发布状况。

## 海啸注意警报、海啸警报的解除
- 将发表预测海面将不稳定的沿岸今后的情况预测。
- 仍能观测到海面不稳定便解除警报时将会一并发布若干注意事项。

## 相关
- 海啸
- 大海啸
- 海嘯警報
- 海啸注意警报
- 海啸信息
- 地震
- 日本气象厅